# Chiemgauer Schulmuseum
Das Chiemgauer Schulmuseum ist ein privat geführtes Museum in Tacherting im Landkreis Traunstein. Das im Weiler Brandstätt gelegene Museum zeigt Schulutensilien aus dem 19. und 20. Jahrhundert. Als Besonderheit bietet das Museum Kindern die Möglichkeit, sich durch aktives Handeln in die Schule früherer Zeit hineinzuversetzen, beispielsweise 
- Schreiben mit dem Griffeln auf alten Schiefertafeln
- Tafellappen stricken
- deutsche Schrift ausprobieren
- mit einer Zählmaschine hantieren
- Griffel  spitzen